# James Clyman
James Clyman, également appelé Jim, né le 1er février 1792 dans le comté de Fauquier en Virginie et mort le 27 décembre 1881 dans le comté de Napa en Californie, est un mountain man américain.

## Jeunesse
Il naît dans une ferme appartenant à George Washington. Sa famille commence à migrer dès ses quinze ans, d'abord en Pennsylvanie puis dans l'Ohio. En 1811, ils s'installent dans le comté de Stark et, l'année suivante, Clyman intègre l'United States Army Rangers pour combattre les Amérindiens Chaouanons durant la guerre anglo-américaine. À l'issue de celle-ci, il acquiert une ferme dans l'Indiana et commerce avec les Amérindiens locaux. En 1821, il devient arpenteur près de la rivière Little Vermilion, dans l'Illinois. Il est recruté par un des fils d'Alexander Hamilton, qui effectue des études pour le compte du gouvernement, afin d'explorer les rives de la rivière Sangamon.

## Mountain man
En 1823, alors qu'il collecte sa paye à Saint-Louis, il rencontre William Henry Ashley et rejoint son expédition. Au cours des quatre années qui suivent, il combat durant la guerre Arikara, explore le South Pass et ses environs en compagnie de Jedediah Smith, auquel il recoud le cuir chevelu et l'oreille après qu'il a été lacéré par un ours, et de Thomas Fitzpatrick, puis effectue le tour du Grand Lac Salé à la rame, en compagnie de trois partenaires, afin de démonter le mythe de la Buenaventura River.
Après ces explorations, il achète une ferme près de Danville, dans l'Illinois, et ouvre un commerce, jusqu'au déclenchement de la guerre de Black Hawk en 1832, durant laquelle il s'engage.
Par la suite, il rejoint de nouveau l'Ouest américain en traversant le désert du Grand Lac Salé et la Sierra Nevada. En cours, il rencontre l'expédition Donner et sa suite ; il leur conseille d'éviter les raccourcis et de demeurer sur l'itinéraire normal, mais ils n'en tiennent pas compte, ce qui s'avère largement fatal.
Il s'installe dans la vallée de Napa, en Californie, en 1848 et y décède en 1881. Il est enterré au cimetière Tulocay, à Napa.